# Ikkō Tanaka
Ikkō Tanaka (jap. 田中 一光, Tanaka Ikkō; * 13. Januar 1930 in Nara, Präfektur Nara, Japan; † 10. Januar 2002 in Tokio) war ein japanischer Grafiker und Grafikdesigner, spezialisiert auf Gebrauchsgrafik und international bekannt für seine Plakatkunst.

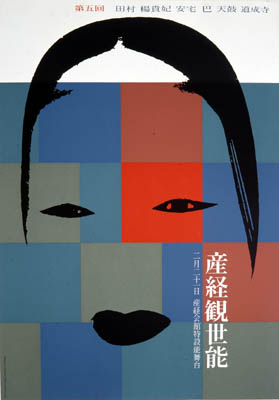
Theaterplakat „The 5th Kanze Noh“, Entwurf: Ikko Tanaka, 1958

## Leben und Werk
Ikkō Tanaka studierte bis 1950 an der Städtischen Kunsthochschule Kyōto. Von 1950 bis 1952 war er in den Kanebō-Spinnereien tätig, für die er Textilmuster entwarf. Danach arbeitete er für den Verlag der Sankei Shimbun als Ausstellungsgestalter. Im Jahr 1963 gründete er sein eigenes Designstudio in Tokio. In den 1960er Jahren war er Dozent am Graphischen Institut in Kuwazawa.
Nach 1975 war er als Art Director der Kaufhauskette Seibu tätig. Er gestaltete die Corporate Identity dieses Kaufhauskonzerns und das Erscheinungsbild der dazugehörigen Kulturinstitutionen, unter anderem des Seibu-Theater und des Sezon-Museum of Art in Tokio.
Ikkō Tanaka gilt als einer der bedeutendsten Graphik-Designer der Gegenwart in Japan. Zu seinem vielfältigen Œuvre gehören Plakatgestaltungen, Buchillustrationen und Zeitschriftendesigns, Logos und Signets und Verpackungen. Er beschäftigte sich auch mit experimenteller Kalligraphie. Zu seinen Auftraggebern gehörten internationale Unternehmen, zum Beispiel Shiseido, Issey Miyake, Hanae Mori oder Salvatore Ferragamo. Er war Mitbegründer des Nippon Design Centers in Tokio im Jahr 1960 mit Yūsaku Kamekura. Im Jahr 1964 wurden Arbeiten von ihm auf der documenta III in Kassel in der Abteilung Graphik gezeigt.
Im Jahr 1970 gestaltete Tanaka den Pavillon der japanischen Geschichte auf der Expo ’70 in Ōsaka und im Jahr 1980 die Ausstellung „Japan Style“ im Victoria and Albert Museum in London.
International ist er vor allem für seine Plakate bekannt. Die meisten entstanden für kulturelle Ereignisse, wie Theater- und Tanzaufführungen, vor allem für das japanische Nō-Theater. Er gestaltete auch Plakate für Kunstausstellungen und Konzerte, war für Schriften-Hersteller und Modeschöpfer tätig, und bewarb Sozial- und Umweltthemen mit seinen Arbeiten.
Die beiden, von Dai Nippon Printing 1986 gegründeten Grafik-Design-Galerien Ginza Graphic Gallery (ggg) in Tokyo und ddd Gallery in Osaka (heute: Kyoto ddd Gallery in Kyoto), widmeten Tanaka seit 1990 sieben Ausstellungen und 1993 eine Publikation in ihrer Buchreihe World Graphic Design. Ende 2008 richtete die DNP-Stiftung das Ikko-Tanaka-Archiv ein mit zahlreichen Werken, auch aus seinen frühen Schaffensjahren zwischen 1950 und 1970.

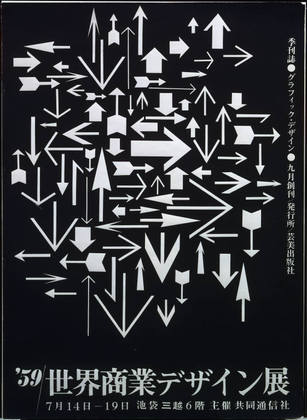
Ausstellungsplakat „World Graphic Design“, Entwurf: Ikko Tanaka, 1959

## Ausstellungen
- 1990: Ikko Tanaka Exhibition, Ginza Graphic Gallery.
- 1995: Ikko Tanaka Exhibition, Ginza Graphic Gallery und ddd Gallery.
- 2003: Ikko Tanaka Poster and Graphic Art Exhibition, Ginza Graphic Gallery und ddd Gallery.
- 2010: DNP Graphic Design Archives Collection II Ikko Tanaka Posters 1953–1979, Ginza Graphic Gallery und ddd Gallery.
- 2010: DNP Graphic Design Archives Collection II: Ikko Tanaka Posters 1953–1979, Center for Centemporary Graphic Art.
- 2012: DNP Graphic Design Archives Collection IV -The 10th Memorial to Ikko Tanaka - Ikko Tanaka Posters 1980–2002, Ginza Graphic Gallery.
- 2015: 20th Century Rimpa: Ikko Tanaka, Ginza Graphic Gallery.